# Hadag Nahash
Gli Hadag Nahash (in ebraico הדג נחש‎?) sono un gruppo musicale hip hop/funk israeliano fondato nel 1996 a Gerusalemme. La band è schierata politicamente con l'ideologia della sinistra e spesso scrive canzoni di protesta.

## Formazione
- Shaa'nan Streett - voce
- Guy Mar - voce, DJ
- David (Dudush) Klems - tastiere
- Moshe "Atraf" Asraf - batteria
- Yair (Yaya) Cohen Harounoff - basso
- Shlomi Alon - sassofono, flauto, voce

## Discografia
- 2000 - HaMehona Shel HaGruv
- 2003 - Lazuz
- 2006 - Be'ezrat HaJam
- 2008 - Hadag Nahash: Live (live)
- 2010 - 6
- 2013 - Zman LeHit'orer